# Afrikanska kontinentalplattan

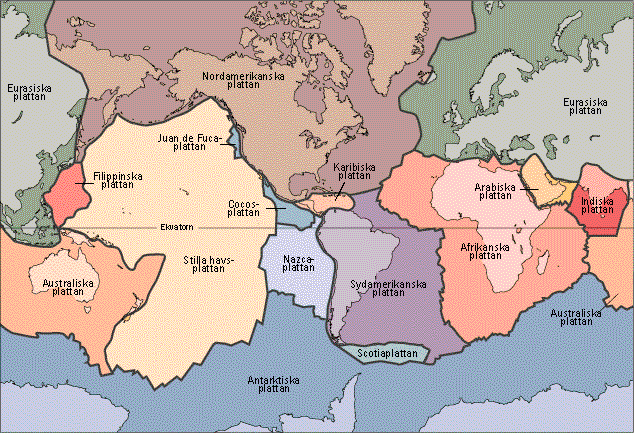
Afrikanska kontinentalplattan visas med en rosa-orange färg på kartan.

Den afrikanska kontinentalplattan är en kontinentalplatta som täcker kontinenten Afrika och sträcker sig västerut till den mittatlantiska ryggen.
I öster består kontinentalplattan av en serie rifter och sänkor som kallas Östafrikanska riftsystemet, där många betydande antropologiska fynd gjorts bland annat så hittades ett närmast fullständigt skelett efter en australopithecus här, mer känd som Lucy.
Den västra sidan bildar tillsammans med Nordamerikanska kontinentalplattan en spridningszon i norr och tillsammans med  Sydamerikanska kontinentalplattan en spridningzon i söder. I nordöst möter den afrikanska kontinentalplattan Arabiska plattan; längst i öster den Indoaustraliska kontinentalplattan och i syd Antarktiska kontinentalplattan.
I norr rör sig den afrikanska kontinentalplattan mot den eurasiska kontinentalplattan i nordvästlig riktning, med en hastighet av cirka 6 mm/år. Mellan dessa kolliderande kontinenter ligger åtminstone tre så kallade mikrokontinentalplattor, Adriatiska plattan, Egeiska plattan och Anatoliska plattan.
Plattan består av ett antal kratoner, vilka förenades till den afrikanska kontinenten i samband med bildandet av superkontinenten Gondwana för cirka 550 miljoner år sedan. Dessa kratoner är, från söder till norr, Kalahari, Kongo, Sahara och den Västafrikanska kratonen. 
Den afrikanska kontinentalplattan håller på att delas längs de tektoniskt och vulkaniskt aktiva Afarsänkan och Östafrikanska gravsänkesystemet. Denna riftzon separerar den nubiska plattan i väst från den somaliska plattan i öst. En mantelplym tros ligga under Afarsänkan.